# كلية طب
كلية الطب أو مدرسة الطب هي هيئة تعليمية يتم تدريس الطب البشري فيها لطلابها وعادة ما تكون مرتبطة بمستشفى جامعي تعليمي لتدريب الطلبة وتقديم الخدمة الطبية للجمهور وإجراء الأبحاث العلمية.

## انظر أيضاً

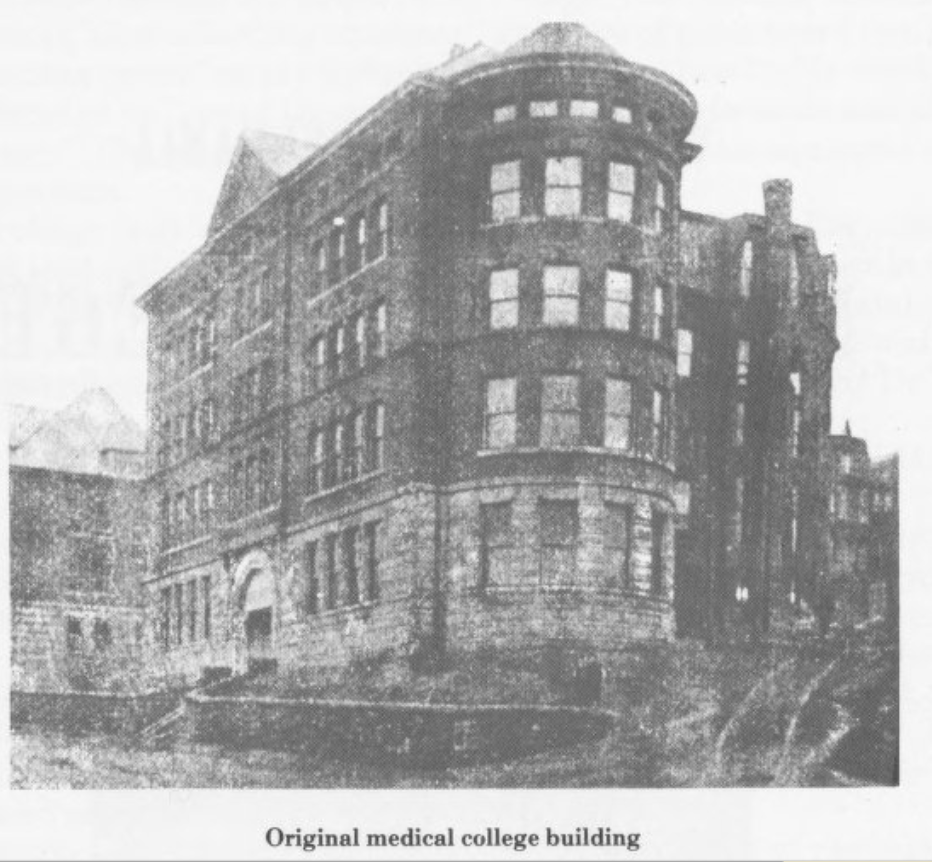
مبنى كلية طب قديمة